# Isabelle Stengers

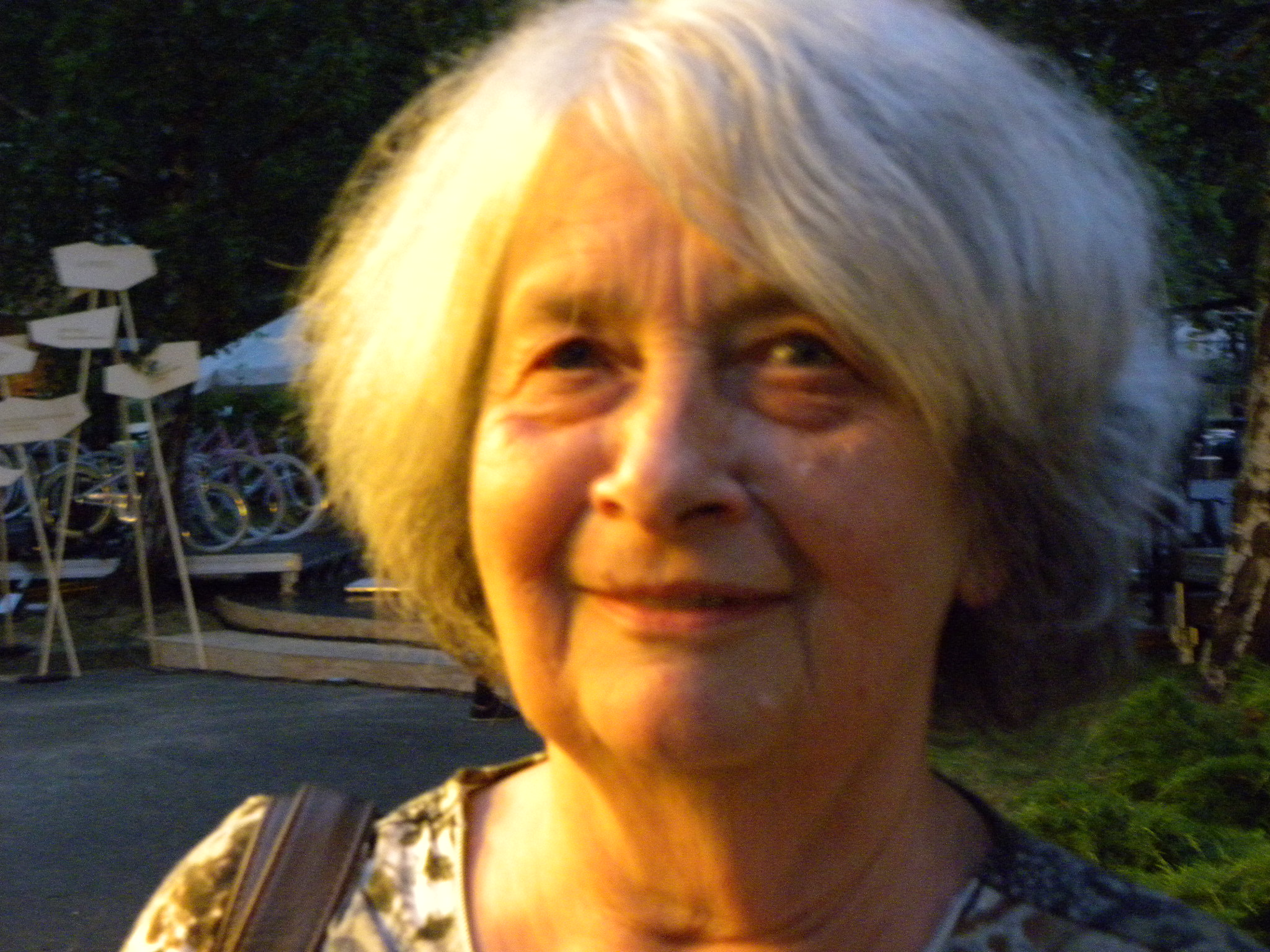
Isabelle Stengers 2016

Isabelle Stengers (* 1949 in Brüssel) ist eine belgische Philosophin und Wissenschaftshistorikerin.

## Leben und Wirken
Stengers studierte zunächst an der Université Libre de Bruxelles Chemie. Gemeinsam mit Ilya Prigogine verfasste sie das Buch Dialog mit der Natur, wo der Versuch unternommen wird, philosophische Konsequenzen aus der Nichtgleichgewichtsthermodynamik zu ziehen. Sie gilt mittlerweile als Expertin auf dem Gebiet der Wissenschaftsphilosophie, befasste sich mit Wissenschaftsgeschichte besonders der Chemie, aber auch der Psychoanalyse und Psychotherapie und arbeitet als Associate Professor an der Université Libre von Brüssel. Sie hat zudem über Alfred North Whitehead veröffentlicht, sowie zur Kritik der Psychoanalyse und ihrer Vernachlässigung der Hypnose (mit dem Psychiater Léon Chertok), zur Hypnose selbst und zur ökologischen Kapitalismuskritik.
1993 erhielt sie von der  Académie Française den großen Preis für Philosophie. 1990 gründete sie mit Philippe Pignarre den Verlag Empêcheurs de penser en rond.
Ihr Vater ist der Historiker Jean Stengers (1922–2002).

## Schriften (Auswahl)
- mit Ilya Prigogine: Dialog mit der Natur, Piper 1981, 6. Auflage 1990 (zuerst 1979 erschienen als La Nouvelle Alliance)
- mit I. Prigogine: Das Paradox der Zeit, München: Piper 1993 (Original:  Entre le temps et l’éternité, Paris, Fayard, 1988)
- mit Léon Chertok: Hypnose - eine narzißtische Kränkung, in: Zeitschrift Hypnose und Kognition, Bd. 9, 1992. S. 7–24
- mit Léon Chertok: Le cœur et la raison. L’hypnose en question de Lavoisier à Lacan, Paris: Payot 1989
- mit Léon Chertok und Didier Gilles: Mémoires d'un hérétique, Paris, La Découverte, 1990
- mit I. Prigogine, Serge Pahaut, Michel Serres: Anfänge. Die Dynamik – von Leibniz zu Lukrez., Berlin: Merve Verlag. 1991. ISBN 978-3-88396-080-7.
- La Volonté de faire science. À propos de la psychanalyse, Paris, Les Empêcheurs de penser en rond, 1992
- L’Invention des sciences modernes, Paris, La Découverte, 1993 (drei Vorträge an der Universität Neapel, Neuauflage bei Flammarion)
  - Deutsche Übersetzung: Die Erfindung der modernen Wissenschaften, Frankfurt: Campus Verlag 1997
- Souviens-toi que je suis Médée, Paris, Les Empêcheurs de penser en rond, 1993
- mit Bernadette Bensaude-Vincent: Histoire de la chimie, Paris, La Découverte, 1993.
- mit Tobie Nathan:  Médecins et sorciers, Paris, Les Empêcheurs de penser en rond, 1995
- Sciences et pouvoirs. Faut-il en avoir peur? Brüssel, Labor, 1997 (Neuauflage bei La Découverte)
  - Deutsche Übersetzung: Wem dient die Wissenschaft? München, Gerling Akad. Verlag 1998
- Cosmopolitiques, 7 Bände, Paris, La Découverte/Les Empêcheurs de penser en rond, 1997 (Neuauflage Paris, La Découverte, 2003)
  - Einzelbände: La guerre des sciences ; L’invention de la mécanique ; Thermodynamique : la réalité physique en crise ; Mécanique quantique : la fin du rêve ; Au nom de la flèche de temps : le défi de Prigogine ; La vie et l’artifice : visages de l’émergence ; Pour en finir avec la tolérance.
- La guerre des sciences aura-t-elle lieu? Paris, Les Empêcheurs de penser en rond, 2001
- Die doppelsinnige Affinität. Der Newtonsche Traum der Chemie im achtzehnten Jahrhundert, in: Michel Serres (Hrsg.), Elemente der Geschichte der Wissenschaften, Frankfurt 1998, S. 527–586
- Thinking with Whitehead: a free and wild creation of concepts. Harvard University Press. 2011. (franz. Original: Penser avec Whitehead, Le Seuil 2002).
- L’Hypnose entre magie et science, Paris 2002
- mit Philippe Pignarre: La Sorcellerie capitaliste, 2005
- La Vierge et le neutrino. Quel avenir pour les sciences? Paris 2006
- Spekulativer Konstruktivismus. Berlin: Merve Verlag. 2008. ISBN 978-3-88396-246-7.
- Une autre science est possible ! Manifeste pour un ralentissement des sciences, Paris 2013
  - engl.: Another Science is Possible – Manifesto for a Slow Science. Polity Press 2017. ISBN 978-1-5095-2181-4.
- In Catastrophic Times: Resisting the Coming Barbarism. Open Humanities Press 2015